# 鍾國義
鍾國義，字赤松，浙江山阴县（今属绍兴市）人，清朝政治人物、同進士出身。

## 生平
明崇禎十二年（1639年）舉己卯科浙江鄉試，清順治十五年（1658年），登戊戌科進士，康熙三年，任山东萊蕪縣知縣，升兵部主事。